# 唑
唑（azoles，詞根：-azole/-azol-）或唑类，在有机化合物的命名中，定义是一组五元芳香杂环化合物的尾部词缀，其骨架含至少两个杂原子（非碳原子），杂原子中至少一个是氮。该名称在Hantzsch-Widman杂环命名系统中，原指单氮的1H-唑本身，但今在生化术语中已专用于衍生物命名，而只有一个杂原子（单氮）的称为吡咯（1H-唑）。

几种唑类化合物的结构，它们都具有至少两个杂原子（氮、氧、硫等）

吡咯（1H-唑）分子的键线式，其为一种四碳一氮的五元芳香杂环。图示其衍生物的编号约定。

唑是五元环芳香化合物，其中一个杂原子为芳香环共轭体系贡献一对电子，其余杂原子，包括碳原子则贡献一个电子。唑的命名加上表征第二个杂原子的前缀，例如“噻唑”（含硫）、“噁唑”（含氧）。原子的编号从结构式上不含双键的原子开始，按氮、氧、硫的顺序，杂原子顺序依次最小的原则编号
。
有些唑在自然界中广泛存在，例如咪唑环是组胺酸的的构成部分，存在于各种生物体中。而有些，例如四氮唑类化合物则均为人工合成的。

## 用语
“唑”是“氮杂戊熳”英语缩读的汉译，用作接尾词。因此，当人们讲“四唑”的时候，指的不是四个1H-唑分子，而是一个四氮杂茂分子，是用四个氮原子去掺杂到一个茂分子里去形成的单个分子。如果想表达四个一氮杂茂分子，则一定要说“四个1H-一唑分子”（读作“四个在一位上带氢的一唑分子”）才能不被误解。
如非化学专业，可模仿“瓩”（读作 qiān wǎ）等多音节汉字，将“唑”统一训读作“氮杂戊熳”或“氮杂茂”（当杂环中不超过一个氧或硫原子时，是可以安全地将“环戊熳”简读为“茂”的），如以下二例：

【1,2,5-“𫫇”二“唑”】读作 1,2,5-“氧杂”二“氮杂茂”，或读作 一位、二位、五位的“一氧杂”二“氮杂茂”。

【四“唑”】读作 四“氮杂茂”。

这样可保证自己读出的名称同时被自己和生物、化学专业人士唯一地理解成正确的所指，唯缺点是会比较冗长。
但“苯駢三氮唑”中的“氮”属于冗余强调，因此不能读成“苯并三氮氮杂茂”而应读成“苯并三氮杂茂”。此外，砷唑不能读成“砷氮杂茂”而应读成“砷杂茂”。即仅当“唑”字前不出现氮族元素名称时前段训读才有效，否则“唑”字应训读作“杂戊熳”而非“氮杂戊熳”。磷唑、砷唑等均为唑（氮唑）的类似物而非衍生物，其英文也不含-azol-，不属于本条目的狭义范畴。

## 化合物分类
含氮杂环

咪唑
吡唑
1,2,3-三唑
1,2,4-三唑
四唑
五唑

含N,O

噁唑
異噁唑
1,2,3-噁二唑 (不稳定)
1,2,4-噁二唑
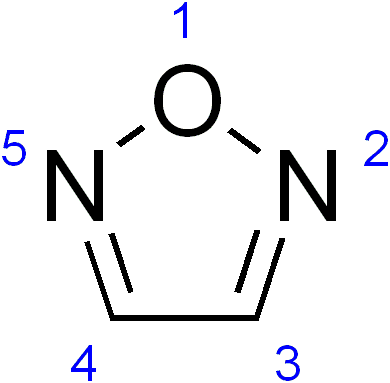
1,2,5-噁二唑（旧称呋咱）
1,3,4-噁二唑

含N,S

噻唑
异噻唑
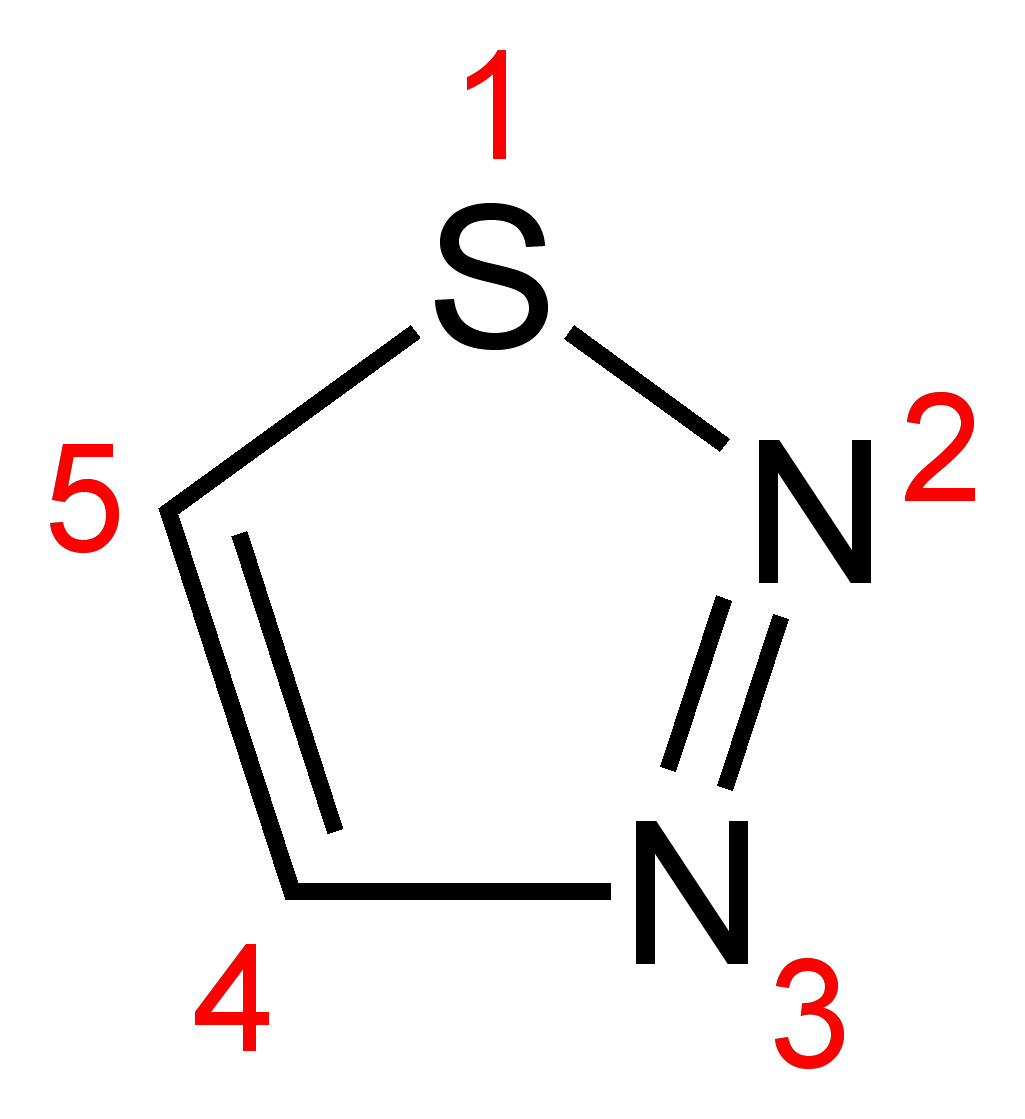
噻二唑 (1,2,3-噻二唑)
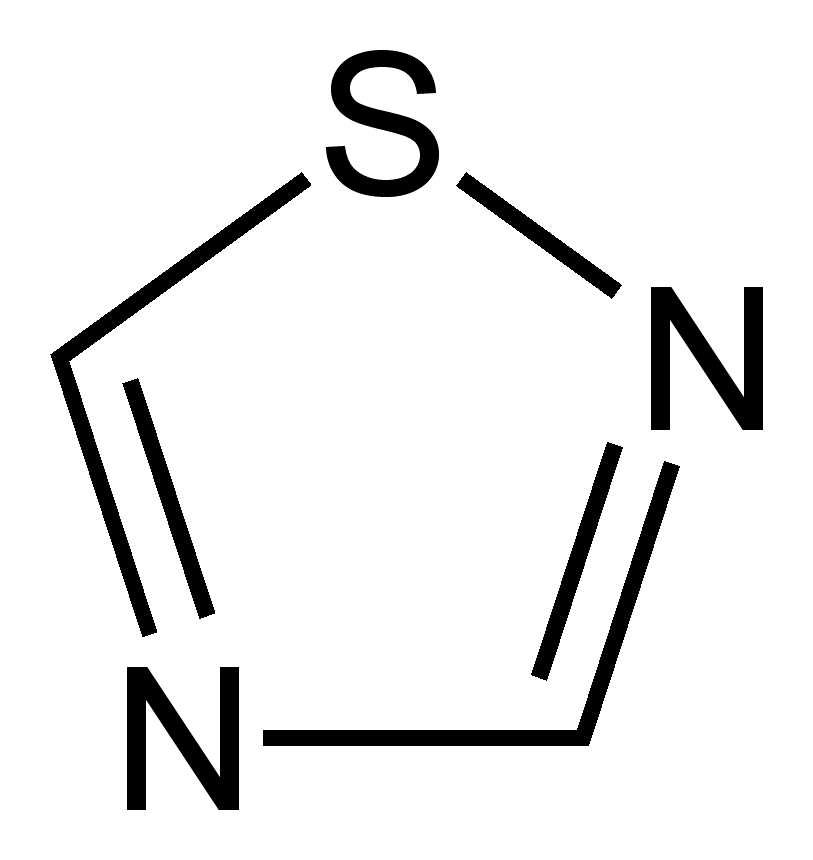
1,2,4-噻二唑
1,2,5-噻二唑
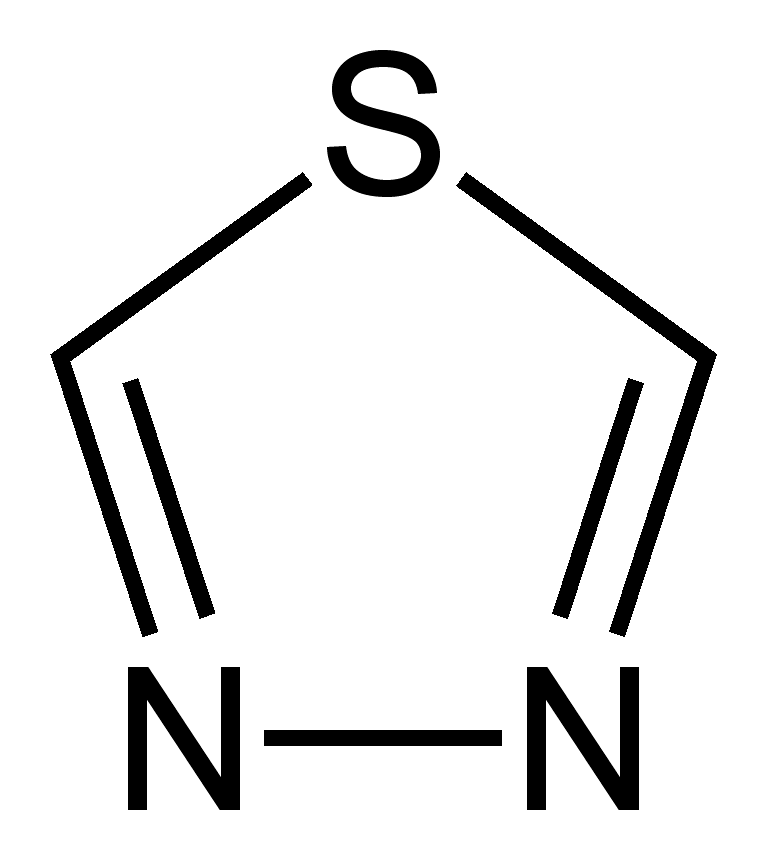
1,3,4-噻二唑